# یایا فوفانا
یایا کادر فوفانا (به انگلیسی: Yaya Kader Fofana) (زاده ۱۲ ژوئن ۲۰۰۴) بازیکن فوتبال اهل ساحل عاج است که در پست هافبک برای رنس بازی می‌کند.

## دوران بازی
فوفانا، محصول باشگاه فوتبال آفریقا الیت است. او در سال ۲۰۲۲ به تیم ذخیره لانس در مسابقات لیگ ملی ۳ پیوست. در ۱۱ ژوئن ۲۰۲۳، او با تیم ذخیره رنس در همان دسته قرارداد امضا کرد. فوفانا به بازیکنی برجسته برای تیم ذخیره تبدیل شد و سرانجام اولین بازی حرفه‌ای خود را در لیگ ۱ در ۴ فوریه ۲۰۲۴ در یک شکست خانگی ۳–۲ مقابل تولوز انجام داد.
در ۲۵ اوت ۲۰۲۴، فوفانا اولین بازی حرفه‌ای خود را در یک بازی خارج از خانه مقابل مارسی انجام داد. او در ادامه گل دوم رنس را در این مسابقه که به تساوی ۲-۲ ختم شد، به ثمر رساند، گلی که لکیپ آن را «به معنای واقعی کلمه خارق‌العاده» توصیف کرد.